# Воша людська
Воша людська — вид вошей з родини справжніх вошей (Pediculidae). Паразитує на людині, особливо часто трапляється у дітей та підлітків. Його поява викликає захворювання педикульоз.

## Підвиди
Виділяють два підвиди:
- Pediculus humanus humanus — платтяна воша
- Pediculus humanus capitis — головна воша

## Опис
Комаха має напівпрозоре тіло з легким жовтим або коричневим відтінком. Скрізь тіло можна помітити кров, яка знаходиться всередині організму, в невеликій порожнині всередині. Ця порожнина ділиться на три частини: перша — це сумка, яка розташована в центрі тіла маленької комахи; дві інші є гілками основної порожнини, функція яких полягає в тому, щоб принести кров до верхніх частин тіла.
Pediculus humanus humanus має довжину від 2 до 4 мм; Pediculus humanus capitis менший: від 1 до 2,5 мм. Самиця більша за самця. Крім розміру, інші морфологічні характеристики підвидів схожі. Голова подовжена і має 2 ока, а також пару 5-членникових вусиків. Грудка зменшена, а сегменти зрощені; ноги міцні і кремезні, утворюють кліщі з кігтем передплюсни і міцним зубцем, розташованим на кості («великий палець»). Черевце складається з 9 сегментів, 7 з яких видно, останній у самиці заглиблений, а у самця оснащений конічним пенісом. Личинка схожа на дорослу особину, але менша.

## Спосіб життя
Воша людська — спеціалізований паразит (P. humanus humanus живе на тілі людини, P. humanus capitis — на волосистій частині голови), всю свою життєдіяльність проходить у стабільному температурно-вологісному середовищі: покровах людини, під одягом або у волоссі. Комаха не залишає свого хазяїна добровільно, тому що не може піти далеко і гине протягом кількох днів, якщо не зустріне іншого. Розповсюдження головних вошей відбувається при контакті з волоссям або забрудненим предметом (гребінець, шапка, подушка), а для платянних вошей — при контакті з зараженим одягом.
Вид є гематофагом на всіх стадіях і в обох статей. Імаго їдять кров 1 раз на день, їхня стійкість до голодування дуже низька (1-2 дні). Вони можуть жити до 40 днів.

## Розмноження
Воші розмножуються дуже швидко. Цикл повністю відбувається на хазяїні та триває приблизно 18 днів.
Самиця воші спаровується кілька разів протягом свого життя, яке може тривати від десяти до приблизно сорока днів. Вона відкладає яйця (4-10 яєць на день) протягом 3-5 тижнів (200—300 протягом життя). Яйця довжиною 1 мм, з пунктирною шкаралупою та кришкою. Яйця, які називаються гнидою, прилипають до опори — волосся у P. humanus capitis і текстильні волокна з одягу для P. humanus humanus.
Інкубація триває від 6 до 9 днів залежно від температури, і в результаті вилуплення звільняється маленька личинка-німфа довжиною від 1 до 2 мм, яка мало пересувається. Линяє на поверхні шкіри тричі протягом 8-12 днів. Доросла особина (імаго) може спаровуватися через 10 годин після останньої линьки.